# Jeepstyle radio
『Jeepstyle radio』（ジープスタイル・レディオ）はTOKYO FMをキーステーションとしてJFN系列で放送されていた番組である。ここでは『Jeep presents KEEP YOUR STYLE』についても記述する。ジープ（クライスラー）の一社提供番組だった。

## パーソナリティ
- シリル・コビーニ
- 田邉香菜子

## 放送時間
- 土曜　8:00 - 8:55 FMぐんま
- 日曜　13:00 - 13:55 FMぐんまを除くJFN37局[2]

## Jeep presents KEEP YOUR STYLE
コンセプトなどはjeepstyle radioと同じである。放送時期は2011年10月 - 2011年12月であり、25分番組であった。

### 放送時間
| 放送対象地域 | 放送局              | 放送時間             | 放送開始時期            |
| ------------ | ------------------- | -------------------- | ----------------------- |
| 東京都       | TOKYO FM            | 金曜日 18:00 - 18:25 | 2011年4月 - 2011年12月  |
| 大阪府       | FM OSAKA            | 土曜日 21:30 - 21:55 | 2011年4月 - 2011年12月  |
| その他       | 上記以外のJFN加盟局 | FM局によって異なる。 | 2011年10月 - 2011年12月 |